# Симула
Си́мула-67 (Simula 67) — язык программирования общего назначения, разработанный в конце 1960-х годов сотрудниками Норвежского вычислительного центра (Осло) Кристеном Нюгором и Оле-Йоханом Далем для моделирования сложных систем.
Симула традиционно не считается объектно-ориентированным языком в каноническом смысле этого слова, в частности, создатель языка Smalltalk Алан Кэй имел в виду под этим термином семантику акторов, впервые реализованную в языке Плэнер Карла Хьюитта, а не расширение алголоподобных языков «объектной» нотацией.
Стал первым языком со встроенной поддержкой основных синтаксических соглашений, принятых в современных языках объектно-ориентированного программирования. Считается, что язык в значительной степени опередил время, и программисты 1960-х годов оказались не готовы воспринять ценности языка, в связи с чем он не выдержал конкуренции с другими языками программирования. Прохладному отношению к языку способствовало и то обстоятельство, что его реализация была весьма неэффективна, не в последнюю очередь из-за использования сборки мусора.
Тем не менее, этот язык активно использовался в образовательном процессе в высших учебных заведениях, особенно в Скандинавии; о влиянии Симулы на разработку им C++ отмечал его автор — Страуструп (в том числе в книге «Дизайн и эволюция C++»).
В современной терминологии язык можно охарактеризовать как объектное расширение Алгола 60. Конструкции языка очень сходны с аналогичными в современных объектно-ориентированных языках.

## Примеры

### Минимальная программа
```
Begin

End
;
```

### Hello, World
Программа «Hello, World»:
```
Begin

   
OutText
 ("Hello, World!");
   
Outimage
;

End
;
```

### Классы, подклассы и виртуальные процедуры
```
Begin

   
Class
 Glyph;
      
Virtual
: 
Procedure
 print 
Is
 
Procedure
 print;;
   
Begin

   
End
;
   
   Glyph 
Class
 Char (c);
      
Character
 c;
   
Begin

      
Procedure
 print;
        OutChar(c);
   
End
;
   
   Glyph 
Class
 Line (elements);
      
Ref
 (Glyph) 
Array
 elements;
   
Begin

      
Procedure
 print;
      
Begin

         
Integer
 i;
         
For
 i:= 1 
Step
 1 
Until
 UpperBound (elements, 1) 
Do

            elements (i).print;
         OutImage;
      
End
;
   
End
;
   
   
Ref
 (Glyph) rg;
   
Ref
 (Glyph) 
Array
 rgs (1 : 4);
   
   
! Main program;

   rgs (1):- 
New
 Char ('A');
   rgs (2):- 
New
 Char ('b');
   rgs (3):- 
New
 Char ('b');
   rgs (4):- 
New
 Char ('a');
   rg:- 
New
 Line (rgs);
   rg.print;

End
;
```

### Вызов по имени
```
Real
 
Procedure
 Sigma (k, m, n, u);
   
Name
 k, u;
   
Integer
 k, m, n; 
Real
 u;

Begin

   
Real
 s;
   k:= m;
   
While
 k <= n 
Do
 
Begin
 s:= s + u; k:= k + 1; 
End
;
   Sigma:= s;

End
;
```

### Симуляция
```
Simulation 
Begin

   
Class
 FittingRoom; 
Begin

      
Ref
 (Head) door;
      
Boolean
 inUse;
      
Procedure
 request; 
Begin

         
If
 inUse 
Then
 
Begin

             Wait (door);
             door.First.Out;
         
End
;
         inUse:= 
True
;
      
End
;
      
Procedure
 leave; 
Begin

         inUse:= 
False
;
         
Activate
 door.First;
      
End
;
      door:- 
New
 Head;
   
End
;
   
   
Procedure
 report (message); 
Text
 message; 
Begin

      OutFix (Time, 2, 0); OutText (": " & message); OutImage;
   
End
;
   
   Process 
Class
 Person (pname); 
Text
 pname; 
Begin

      
While
 
True
 
Do
 
Begin

         Hold (Normal (12, 4, u));
         report  (pname & " is requesting the fitting room");
         fittingroom1.request;
         report (pname & " has entered the fitting room");
         Hold (Normal (3, 1, u));
         fittingroom1.leave;
         report (pname & " has left the fitting room");
      
End
;
   
End
;
   
   
Integer
 u;
   
Ref
 (FittingRoom) fittingRoom1;
   
   fittingRoom1:- 
New
 FittingRoom;
   
Activate
 
New
 Person ("Sam");
   
Activate
 
New
 Person ("Sally");
   
Activate
 
New
 Person ("Andy");
   Hold (100);

End
;
```